# Лиикканен, Вяйнё
Вяйнё Лиикканен (фин. Väinö Liikkanen; 16 ноября 1903, Ведерлакс, Великое княжество Финляндское — 15 октября 1957, Куусанкоски, Финляндия) — финский лыжник, призёр Олимпийских игр, чемпион мира.

## Карьера
На Олимпийских играх 1932 года в Лейк-Плэсиде завоевал серебряную медаль в гонке на 50 км, проиграв лишь 20 секунд своему партнёру по команде Вели Сааринену, и выиграв у бронзового медалиста, норвежца Арне Рустадстуэна, более 3-х минут. В гонке на 18 км занял 9-е место.
На чемпионатах мира за свою карьеру завоевал одну золотую и одну бронзовую медали. После завершения спортивной карьеры работал лесником.